# 王文采
王文采（1926年6月5日—2022年11月16日），山东掖县人，中国植物分类学家，中国科学院植物研究所研究员，中国民主同盟盟员。中国科学院院士。
王文采院士带头编写了《中国高等植物图鉴》，也是《中国植物志》部分卷册的主要完成人之一，共计发表了28个新属约1370个新种。 

## 生平
1949年毕业于北京师范大学生物系。被植物学家胡先骕介绍进入中国科学院植物研究所。1993年当选为中国科学院院士。
王文采一直从事植物分类学、植物系统学和植物地理学研究， 曾参加《中国高等植物图鉴》和《中国植物志》的编著，两次荣获国家自然科学奖一等奖。 从事毛茛科、荨麻科、紫草科、苦苣苔科等科的分类学研究，发现新属20个，新种约550个。根据他揭示的进化趋势，对翠雀属、唐松草属、侧金盏花属、铁线莲属、千金藤属、苎麻属和菊苣属的分类系统进行了修订，建立了草珊瑚属、小孔菌属的分类系统。2018年担任《胡先骕全集》顾问。
2022年11月16日，王文采在北京去世，享年96岁。

## 获奖与荣誉
- 1987年：国家自然科学一等奖:中国高等植物图谱与中国高等植物图鉴
- 1996年：求是科技基金会生物志奖
- 1997年：何梁何利基金会科学与技术进步奖
- 2009年：国家自然科学一等奖 : 中国植物志 [1]

## 纪念
为纪念他，以他命名的植物有：
- 文采新翠雀花 Delphinium neowentsaii
- 文采报春苣苔 Primulina wentsaii
- 文采后蕊苣苔 Oreocharis wentsaii

- 文采芒毛苣苔（Aeschynanthus wangii Y.H.Tan & H.B.Ding, 2024 ）